# Libyen FL02
Flyginsats Libyen (FL02) var en fredsframtvingande enhet ur Svenska flygvapnet och en del av Operation Karakal, som är Sveriges kodnamn på dess insats i Libyen inom ramen för FN:s säkerhetsråds resolution 1973. Förbandet var aktivt perioden 3 juli 2011 till slutet av oktober 2011, och hade sin huvudsakliga förläggning på Sigonella flygbas på Sicilien i Italien. Förbandet var en förlängning på Flyginsats Libyen FL01.

## Bakgrund
I samband med att Nato den 28 mars 2011 kom med en formell förfrågan till Sverige om ett deltagande i Internationella militärinsatsen i Libyen, föreslog den svenska regeringen i en proposition den 29 mars 2011 att lyfta ur  delar av Expeditionary Air Wing ur NBG 11 och skicka dessa delar till insatsen i Libyen. Styrkan fick namnet FL01.
Den 9 juni 2011 inlämnade Regeringen en proposition rörande en förlängning av insatsen med ytterligare 90 dagar. I propositionen framgår att antalet JAS 39 Gripen minskas från åtta till fem, samt att Sverige också möjliggör tillförandet av en bordningsstyrka för att hävda vapenembargot till sjöss. Dessutom tillfördes en enhet på 10 personer för informationsoperationer, Psyops, till förbandet. Propositionen antogs i riksdagen den 17 juni 2011 och förlängningen av insatsen beräknas från 27 juni. Norrbottens flygflottilj (F 21) utgör uppsättande förband. Den 3 juli 2011 överlämnade chefen för FL01, överstelöjtnant Stefan Wilson, ansvaret för den svenska styrkan till chefen för FL02, Överste Fredrik Bergman.
I mitten av augusti 2011 meddelade NATO den svenska regeringen att, den av Sverige erbjudna, bordningsstyrkan ej var efterfrågad. Bordningsstyrkan ströks då ur förmågebredden för det svenska bidraget till insatsen. Den 21 september beslutade Riksdagen att styrkans mandat skulle förlängas med ytterligare 30 dagar, under samma förbandsmandat som för FL02.
På FN-dagen måndagen den 24 oktober 2011 kl 11.36 landade en rote ur FL02, efter att genomfört det sista uppdragen över Libyen. Totalt redovisades 344 flygplansrörelser, 1001 flygtimmar och 1607 recceexrep:s  för den svenska insatsen. Den 25 oktober 2011 återvände de svenska stridsflygplanen till Sverige. Resan hem från Sigonella flygbas i Italien gick över Bosnien, Kroatien, Ungern, Slovakien och Polen och avslutades över svenskt luftrum i pilformation över Blekings kust. Formationen leddes av divisionschefen Michael Lundquist. Övrig personal i den svenska insatsen lämnade Sigonella-basen i slutet av oktober 2011.
I slutfasen av insatsen framkom uppgifter om att personal skulle ha skickat hem privat inköpt gods med militära transporter, vilket föranledde en utredning av militärpolisen. Militärpolisen lämnade över ärendet till åklagare och en förundersökning inleddes mot de misstänkta.. Förundersökningen lades ner efter några veckor då brott ej kunde styrkas .

## Politisk diskussion
Natorådet beslutade 1 juni att rekommendera förlängning av insatsen med 90 dagar. Nato samlades den 8 juni 2011 för att fastställa beslut om den framtida Libyeninsatsen. Sverige fick en förfrågan om fortsatt GRIPEN-deltagande i FN-aktionen. Nato ville ha svensk personal som var duktiga på psykologisk krigföring, plan som kan tanka i luften och en svensk fartygsbordningsstyrka. Den politiska majoriteten för ett fortsatt svenskt deltagande för upprätthållande av FN-resolutionen var den 2 juni 2011 osäkert. Utrikesminister Bildt var för fortsatt svenskt deltagande i FN-aktionen tillsammans med Nato och förväntade sig en förlängning. Håkan Juholt (s) var emot att GRIPEN skall fortsätta upprätthålla enbart flygförbudet över Libyen. Han anser att flyguppdraget är avklarat. Socialdemokraternas utrikestalesperson Urban Ahlin uppger den 2 juni 2011 att han kan tänka sig skicka svenska marinsoldater och fartyg. Juholts olika uttalande den 29 april och den 18 maj 2011 har blottat en spricka som finns inom Socialdemokraterna och skapat förvirring om vad som är socialdemokraternas linje i frågan. FN-förbundets ordförande Alexander Gabelic, kritiserar också s-toppens hållning. Oenigheten inom Socialdemokratiska arbetarpartiet blev uppenbar redan den 21 mars 2011 då EU-parlamentarikern och gruppledaren Marita Ulvskog uttalade sitt starka ogillande för ett svenskt deltagande. Socialdemokraternas utrikestalesman Urban Ahlin angav den 6 juni 2011 att (s) hade gott hopp om en överenskommelse med regeringen om Libyen.
Partiledare Juholt medgav den 8 juni 2011 otydligheten.
(S):s uppgörelse med Alliansregeringen och Miljöpartiet den 8 juni 2011 blev att flygstyrkan minskas med tre plan till fem stycken med en i reserv. Flyget skall ägna sig åt spaning istället, humanitära insatser skall ske för att hjälpa flyktingar och civilister efter en ev. vapenvila och en bordningsstyrka och informationspersonal ska skickas ned. Folkpartiets ledare Björklund var inte nöjd med uppgörelsen den 8 juni 2011. Osäkertheten om den svenska bordningsstyrkan på uppemot 40 personer var den 9 juni 2011 stor. Detta eftersom det var oklart vilket lands fartyg som den svenska marina styrkan kunde följa med på grund av olika länders ev. intressekonflikter om Libyeninsatsen. Färre Gripen-flygplan gör att de slits mer, enligt flygvapeninspektör Anders Silwer.
Den 4 augusti 2011 säger Folkpartiledaren Jan Björklund att Sveriges Libyeninsats måste förlängas. Socialdemokraternas utrikespolitiska talesman Urban Ahlin säger samma dag att det är för tidigt att diskutera en eventuell förlängning av Sveriges Libyeninsats.

## Förbandsdelar
Huvuddelen av Flyginsats Libyen (FL02) bestod av: 
Styrkechef
Överste Fredrik Bergman
Organisationsdelar grupperade på Sigonella
* Stab (HQ)
* Stridsflygenhet (Fighter Unit):
Innehöll flygförare ur JAS-39 divisionen.
* Flygunderhållskompani (Fighter Support Coy):
Innehöll flygunderhållspersonal samt drivmedelsgrupp.
* Mission Support Element (MSE):
Innehöll personal för bland annat tolkning av sensorinformation samt underrättelsepersonal.
* Flygbasenhet (Air Base Unit):
Innehöll personal för bevakning samt personal för hantering av samband- och informationssystem (SIS-grupp).
* National Support element (NSE):
Logistikpersonal

Specifik materiel
Stridsflygplan
Fem stycken JAS 39C Gripen.
Transportflygplan
Ett modifierat TP 84T stod i 10-dagars beredskap i Sverige för lufttankning om behovet skulle uppkommit.
Drivmedelsgrupp
Två tankbilar, en trailer och en tankcontainer.
Ledningssystem
Kommunikationsnät Flygbas

Övriga organisationsdelar
* Psyops Support Element (PSE):
Innehöll personal för informationsoperationer och grupperade med huvuddelen av personalen utanför Rimini